# Tiberius Claudius Candidus

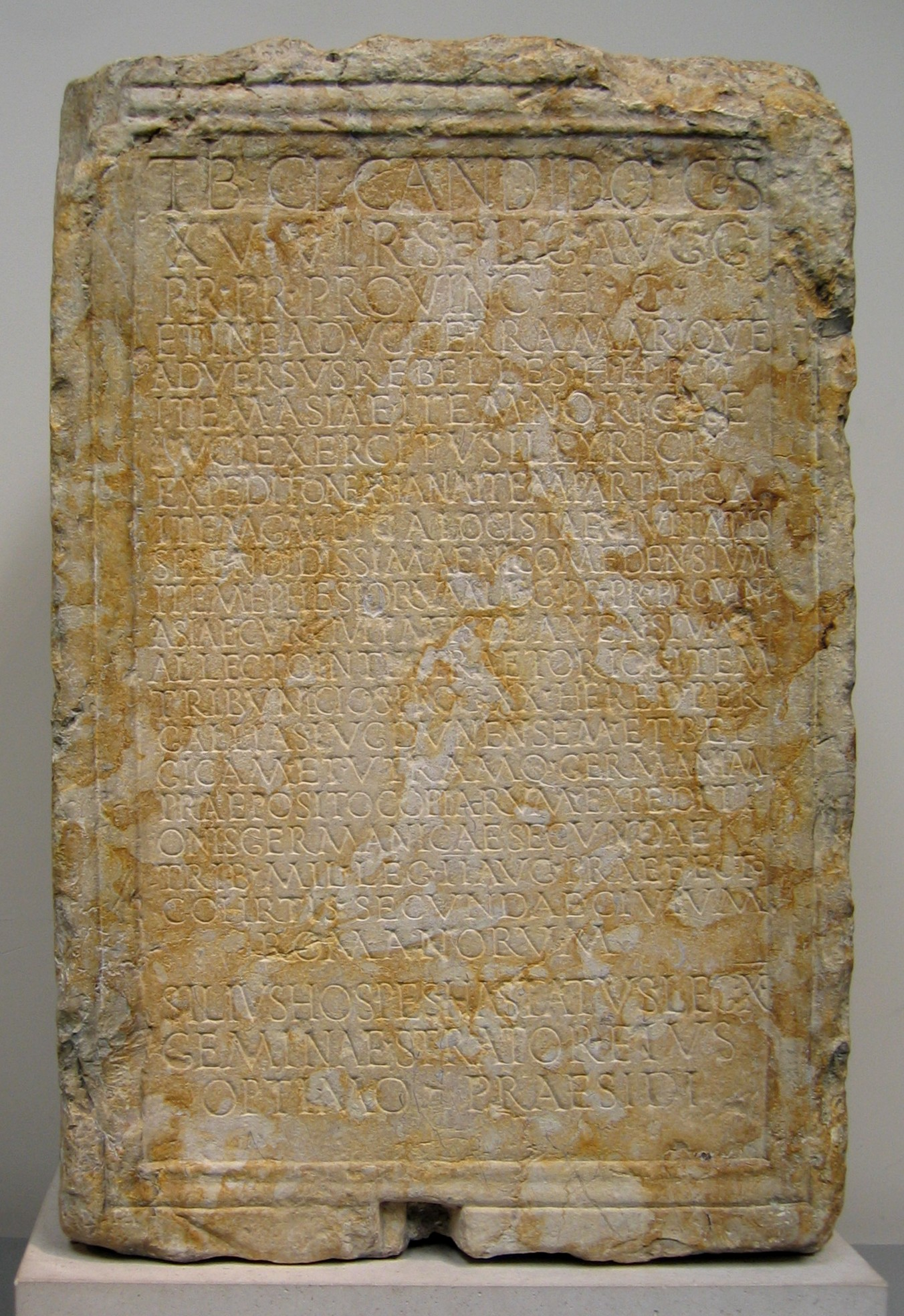
Gedenkstein des Tiberius Claudius Candidus, Militärtribun der LEG II AVG um 200 n. Chr.
Fundort: Tarragona, Hispania citerior
Für Tiberius Claudius Candidus, den Konsul, Quindecimvir, Statthalter zweier Kaiser in der Provinz Hispania Citerior und hier Feldherr zu Lande und zu Wasser gegen die Rebellen (und) Staatsfeinde, ebenso (Statthalter) von Asia und Noricum, Befehlshaber der illyrischen Heeresgruppe während des Feldzugs in Asien sowie gegen die Parther und in Gallien, Finanzkommissar der angesehensten Stadt Nikomedia, ebenso von Ephesos, prätorischer Legat der Provinz Asia, Kommissar der Stadt Teanum, aufgenommen in die Reihen der ehemaligen Prätoren und (Volks-)Tribune, Prokurator der fünfprozentigen Erbschaftssteuer für die Gallia Lugdunensis und die (Gallia) Belgica sowie beide Germanien, Kommandeur der Truppen im zweiten Krieg gegen die Germanen, Militärtribun der Legio II Augusta, Präfekt der 2. Kohorte Römischer Bürger, (von) Silius Hospes, Hastatus der Legio X Gemina als Strator für den besten Statthalter.

Tiberius Claudius Candidus war ein römischer Ritter, Politiker und Senator des späten 2. Jahrhunderts n. Chr.

## Leben
Claudius Candidus stammte aus Numidien und begann seinen cursus honorum (Ämterlaufbahn) als Eques (Ritter) unter Mark Aurel (161–180). Er diente als Auxiliarpräfekt der Cohors II Civium Romanorum. Dann wurde er Tribunus Militum (Militärtribun) der Legio II Augusta in Britannien. Um 177 befehligte er britannische Vexillationen im zweiten Markomannenkrieg.
Von Commodus (180–192) wurde er in den Senatorenstand erhoben. Im Zweiten Vierkaiserjahr (193) kämpfte er als dux des exercitus Illyricus für Septimius Severus gegen Pescennius Niger. Nach dem Sieg über Niger blieb Candidus mit Septimius Severus im Osten und nahm 195 an der erfolgreich verlaufenden expeditio Parthica, dem Krieg gegen die Parther, teil. Im Verlauf des Feldzugs kamen die Herrschaften Adiabene und Osrhoene unter römische Kontrolle.
Im Jahr 195 oder 196 wurde Candidus mit dem Suffektkonsulat ausgezeichnet.
Im Bürgerkrieg (196–197) gegen Clodius Albinus war Candidus gleichfalls erfolgreich. Von 197 bis 199 war Claudius Candidus legatus Augustorum pro praetore provinciae Hispaniae citerioris (Statthalter der Provinz Hispania Citerior) und ging mit der Legio VII Gemina „zu Lande und zu Wasser“ (terra marique) gegen den zum öffentlichen Feind erklärten Lucius Novius Rufus, Statthalter der Tarraconensis, vor, der ein Anhänger Clodius Albinus’ war. Dann fiel er bei Septimius Severus in Ungnade. Das weitere Leben Candidus’ wurde nicht überliefert.